# Каландария
Каландария (араб. قلندرية‎) — первоначально мистико-аскетическое движение, возникшее под воздействием идей суфийского братства (тариката) маламатия, затем тарикат бродячих нищенствующих дарвишей. Со времени зарождения Каландария претерпела значительную эволюцию. В нём сосуществовали разнообразные направления, отличавшиеся полярными точками зрения на доктрину, практику и метод. Движение Каландария возникло не позднее начала XI в. в Хорасане и Средней Азии под влиянием учения маламатия. Образование тариката Каландария связано с деятельностью Джамалуддина Мухаммада ибн Юнуса ас-Саваджи (ум. в 1232 г.), который придал движению организационную структуру и оформил общие принципы в стройное учение. Каландария распространилось из Сирии от Марокко до Индии. В XIII—XV вв. было много членов тариката в Египте и Сирии. В силу изначально серьёзного влияния на тарикат индуистских и буддийских традиций, учение Каландария тариката отличалось от доктрин прочих братств. Согласно положениям, разработанным ас-Саваджи, член тариката должен был никогда не поддаваться эмоциям; удовлетворяться одной одеждой и одним куском хлеба; сторониться людей; иметь приветливое выражение лица; презирать все дорогое; быть постоянно в пути; избегать лицемерия.

## Движение
Движение Каландария возникло не позднее начала XI в. в Хорасане и Средней Азии под влиянием учения маламатия. В источниках того периода она фигурирует как та’ифа, понимаемое как «объединение». За короткое время Каландария набрала популярность и широко распространилось до Ферганы на востоке и до Ирака и Сирии на западе. После упадка (начало XIII в.) его последователи либо влились в братство Каландария, либо растворились в других мусульманских объединениях. Движение испытало на себе влияние практики несторианских и буддийских монахов и, по всей видимости, не располагало четко сформулированным учением.
Абдуллах аль-Ансари (ум. в 1089 г.), выделял движение в особую группу и считал, что они близки по своим взглядам к суфиям. Абу Хафс ас-Сухраварди (1145—1234/35) и Джами (1414—1492), не относил их к суфиям и указывал на их сходство с маламатия. В отличие от сторонников маламатия, которые стремились скрыть свой образ жизни и свои взгляды, последователи Каландария всячески афишировали своё вызывающее поведение, чтобы навлечь на себя порицание. Они намеренно искали повод нарушить установленные нормы общежития и поведения, исполняли только обязательные предписания веры (фара’ид), безразлично относясь к ритуалу и посту.

## Тарикат
Образование тариката Каландария связано с деятельностью Джамалуддина Мухаммада ибн Юнуса ас-Саваджи (ум. в  1232 г.), который перебрался в Дамаск из Саве спасаясь от монголов. Он ввёл что-то вроде устава, придал движению организационную структуру и оформил общие принципы в стройное учение. Считается, что тарикат начал действовать в Дамаске в 1219 г., однако по некоторым сведениям функционировало там уже в 1213 г. Ас-Саваджи отличался экзотическим внешним видом и умел привлекать сторонников. Ему приписывают основание особой ветви — джаулакия, которая, действуя в рамках тариката, строго придерживалась положений его учения.

## Распространение
Каландария распространилось из Сирии от Марокко до Индии. В XIII—XV вв. было много членов тариката в Египте и Сирии. С первой половине XIII в. до конца XVIII в. тарикат действовал в Турции организовав самостоятельную ветвь, основателем которой был испанский араб-иммигрант Юсуф аль-Андалуси. При султане Мухаммаде II (1444—1446, 1451—1481) в Стамбуле была построена обитель с мечетью и медресе. В начале правления делийского султана Шамсуддина Ильтутмыша (1211—1236) они появились в Дели. Распространением учения в Индии занимался ученик ас-Саваджи — Хизр Руми. Индийская ветвь позднее оформилась в самостоятельную линию братства Каландария и находилась в постоянной конфронтации с братствами сухравардия и чиштия. Добившись значительного влияния в XIII—XV вв. при делийских султанах, при Аурангзебе (1658—1707) это влияние было утрачено, а сам тарикаи был ассимилирован другими тарикатами. В Иране тарикат существовало до конца XVI в., эмигрировав при Сафевидах в Турцию и Индию. В Турции их иногда называли абдалан-и Рум (с XIV в.), ишик и торлак.

## Учение
В силу изначально серьёзного влияния на тарикат индуистских и буддийских традиций, учение Каландария тариката отличалось от доктрин прочих братств. Его основные положения:
- отрицание мистико-аскетической практики уединения и совместной жизни в обители;
- безразлично-небрежное отношение к обязательным предписаниям ислама (фара’ид) и ритуалу, уклонение от участия в коллективных молитвах или богослужениях, отказ от отправления поста (ураза) и т. д.;
- существование за счет сбора милостыни[1];
- отсутствие какой-либо собственности, за исключением немногих личных вещей;
- бродяжнический образ жизни;
- принятие обета безбрачия частью членов тариката[2].

Членов братства отличал экзотический внешний вид. Они начисто выбривали голову, брови, усы и бороду, носили короткую (до бедер) хирку, конусообразную мохнатую волосяную шапку-колпак, тяжелые железные украшения — ожерелья, кольца, браслеты. Согласно положениям, разработанным ас-Саваджи, член тариката должен был никогда не поддаваться эмоциям; удовлетворяться одной одеждой и одним куском хлеба; сторониться людей; иметь приветливое выражение лица; презирать все дорогое; быть постоянно в пути; избегать лицемерия. Практики тариката разной степенью полноты придерживались также и члены других братств (бекташия, накшбандия, хайдария-джалалия).